# يوي ميزونو
يوي ميزونو (باليابانية: 水野由結؛ بالكانا: みずの ゆい) هي عارضة ومغنية وتارينتو وممثلة يابانية، ولدت في 20 يونيو 1999 في كاناغاوا في اليابان.

## وصلات خارجية
- الموقع الرسمي
- يوي ميزونو على موقع IMDb (الإنجليزية)
- يوي ميزونو على موقع ميوزك برينز (الإنجليزية)
- يوي ميزونو على موقع ميوزك برينز (الإنجليزية)